# الغواصة يو-17 (النمسا-المجر)
أس أم يو-17 أو يو-أكس الفئة السابعة من فئة غواصات يو-10 أو يو بوت تابع للبحرية النمساوية المجرية ( (بالألمانية: Kaiserliche und Königliche Kriegsmarine)‏ خلال الحرب العالمية الأولى.بدء العمل بها في ألمانيا في أبريل 1915 وتم شحنها في أقسام بالسكك الحديدية إلى بولا في أغسطس، حيث تم تجميعها. تم تسليمها إلى البحرية النمساوية المجرية في نهاية سبتمبر وتم تكليفها في أكتوبر 1915.
كانت تقوم بدوريات قبالة السواحل الإيطالية والألبانية. كان لدى الغواصة العديد من الفرص لإغراق السفن التجارية والسفن الحربية طوال الحرب، لكنها أغرقت مدمرة إيطالية واحدة فقط في يوليو 1916. في نهاية الحرب، تم تسليمها إلى إيطاليا كتعويض عن الحرب وأعطبت في عام 1920.